# St. Aegidien (Oberlind)

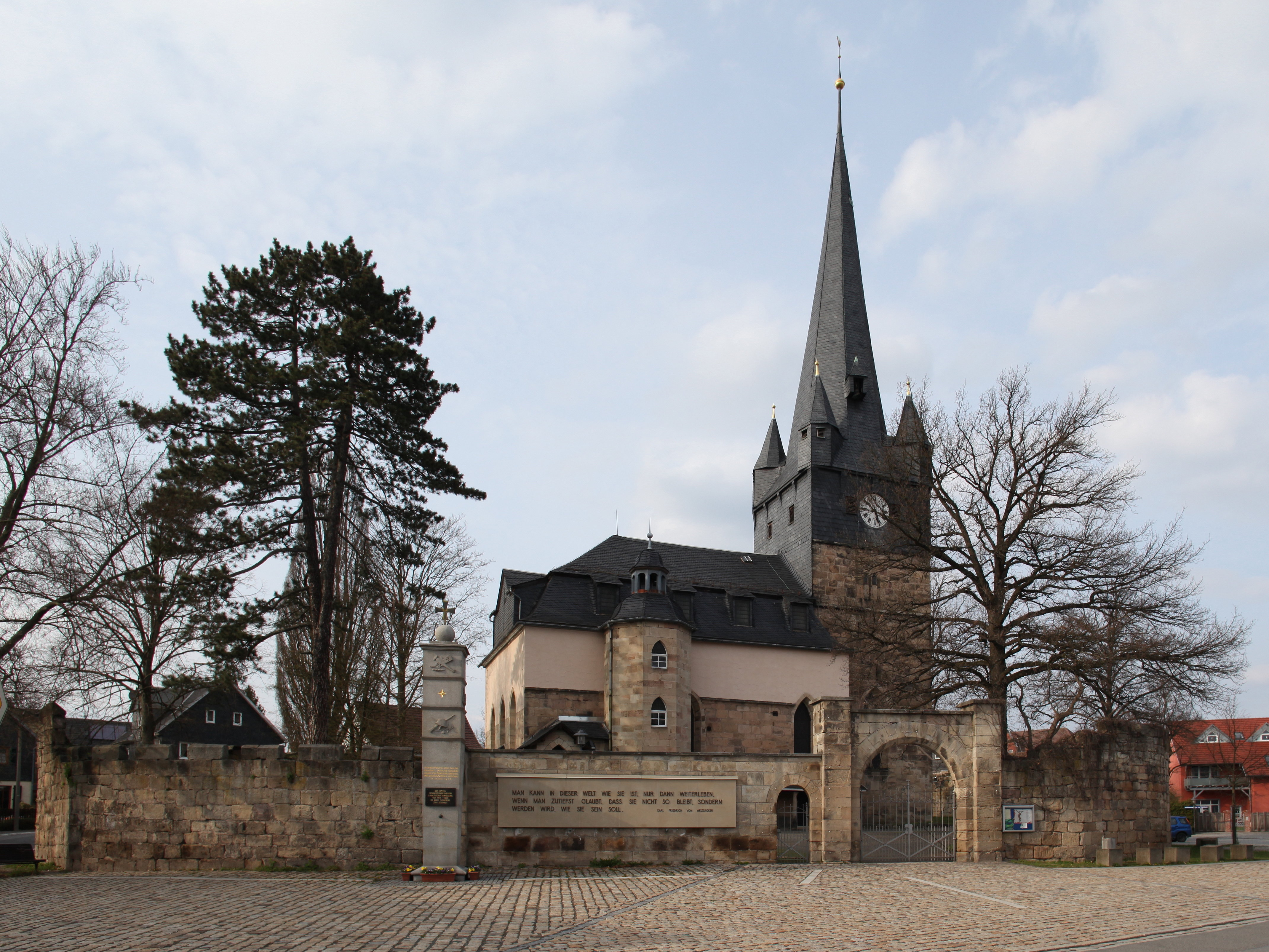
St. Aegidien

Die evangelische Stadtkirche St. Aegidien steht im Stadtteil Oberlind der Stadt Sonneberg im Landkreis Sonneberg in Thüringen.

## Geschichte

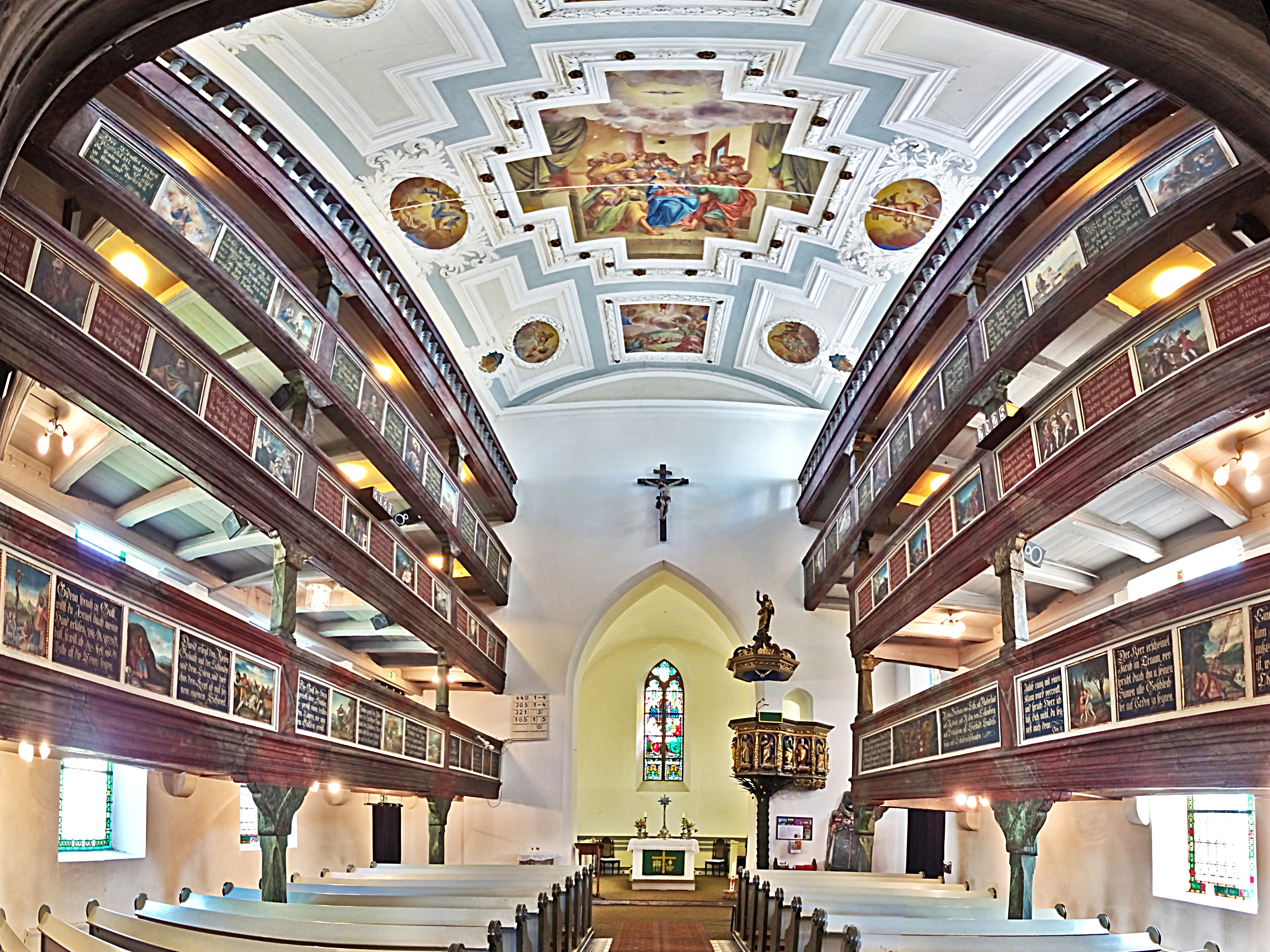
Innenansicht

Diese Stadtkirche steht an der Stelle einer Kapelle des Jahres 1100. Im Jahr 1444 wurde auf einer Urkunde die Kirche Oberlind erstmals erwähnt. Die Bürger stifteten einen Altar für das Gotteshaus. 1479 kämpften zwei Oberlinder Bürger beim Kardinalskollegium in Rom um den Erlass vom 100 Tage Ablass der Kirchenstrafen für alle. Er wurde aber sogar erhöht, aber bald erlassen. Als bald wurden um die Kirche ein Wassergraben und eine Befestigungsmauer gebaut. St. Aegidien wurde eine feste Burg.

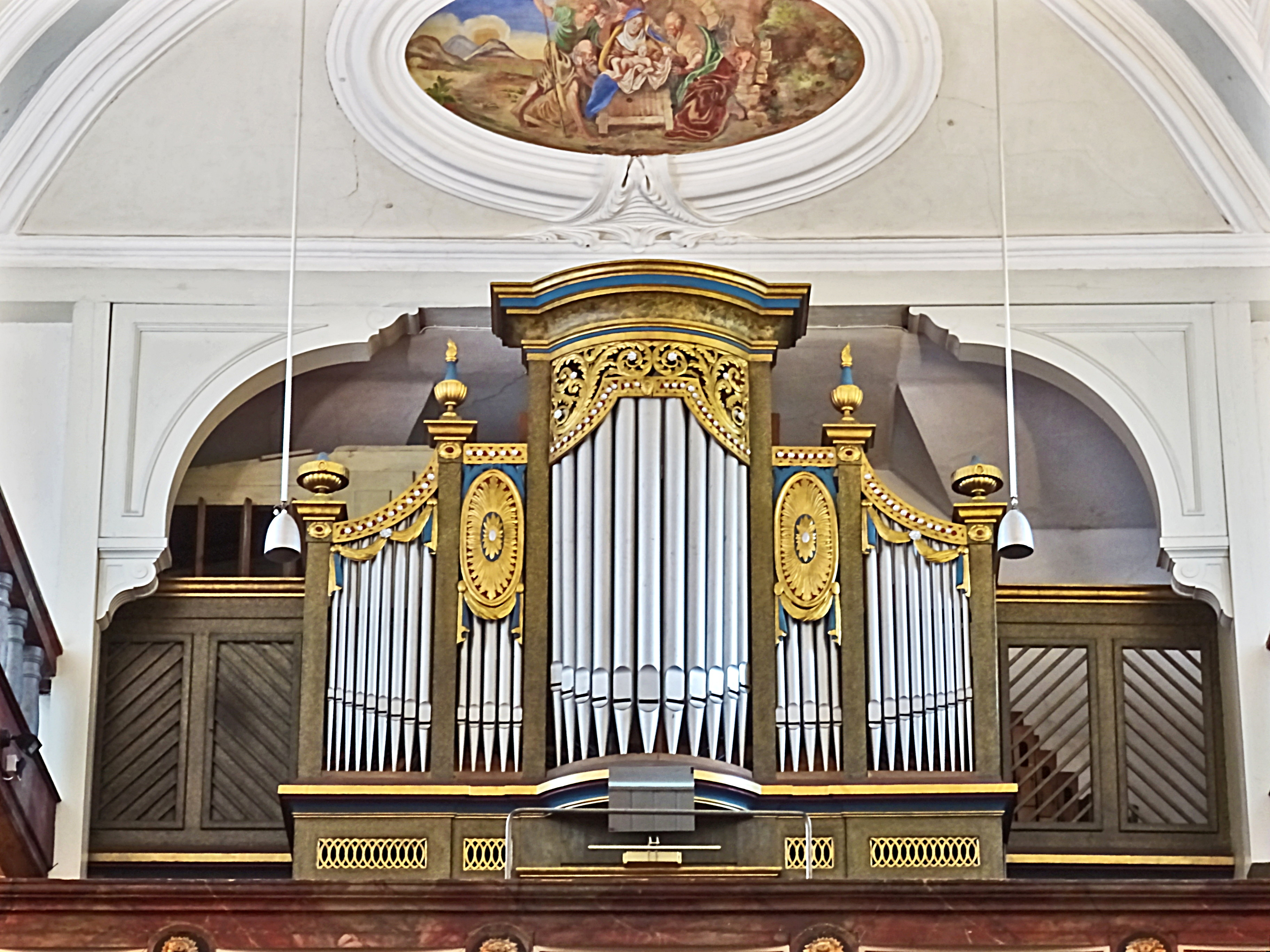
Sauer-Orgel

## Wichtige Daten der Entwicklung
1525 erhielt Oberlind eine selbstständige Pfarrei. Bereits 1525 wurden Kirchenbücher geführt. Von 1618 bis 1648 waren im Dreißigjährigen Krieg ständig Drangsale durch kriegerische Horden zu ertragen. Gut, dass die Kirche befestigt war. 1650 erwähnte man den Kirchenchor und kann schlussfolgern, dass sich das geistige Leben wieder entwickelte. Ab 1692 erfolgte die vollständige Erneuerung der Kirche. Das Kirchenschiff erhielt ein Mansarddach und die Seitenemporen wurden eingebaut. Eine Bildgeschichte mit Themen der Bibel wurde in den Raum an bevorzugten Stellen dargestellt.
Der Triumphbogen wurde erhöht. Der Chorraum erhielt ein Kreuzgewölbe. Die Kanzel wurde gebaut. Der Coburger Hofmaler malte das Deckengemälde, während Tiroler Künstler die Stuckarbeiten durchführten. Die Dächer wurden mit Schiefer gedeckt. Die Orgel bereitete aber Sorgen.
Ab 1722 erhielt die Kirche ein Zinnkruzifix zum Altar. 1781 richtete die Gemeinde den neuen Friedhof hinter der Kirche ein. 1782 läutete die große Glocke erstmals. Der Turmwetterhahn wurde 1928 erneuert. 1990 wurde eine Heizungsanlage eingebaut und 2006 wurde die Emporenmalerei restauriert.